# 吳鈁
吳鈁（？—？），字伯琴，江西宜黃人，江西議會讜言社主要成員之一。清朝、民國政治人物、進士出身。

## 生平
光緒十八年（1892年），吳鈁中進士，同年五月，以主事分部学习，歷官刑部主事、福建司員外郎，廣東司郎中，直隸熱河理刑司，署理承德府知府，掌江南道監察御史，協理京畿道，掌京畿道監察御史，巡警部參議上行走，奉天提法使司提法使。
中華民國成立之後，吳鈁被推舉為南潯鐵路總理，1915年，南潯路通車後調任浙江財政廳廳長。